# Állítmány
A hagyományos nyelvtanban az állítmány egyike a két fő mondatrésznek, a másik az alany lévén, más fogalmazással a minimális tagolt mondat egyik összetevője, a másik az alany lévén. Azonban egyes grammatikák szerint az állítmány az egyedüli fő mondatrész, az alany pedig kötött bővítménye, azaz vonzata.
Az állítmány meghatározásának kísérletei mind az alannyal való kapcsolatai keretében történnek, és egyik sem teljesen kielégítő, egyazon nyelvre vonatkozóan sem, és annál kevésbé általános jelleggel. Legalábbis a flektáló és az agglutináló nyelvekben az állítmánynak három jellegzetessége van, de mindegyiknek vannak korlátai:
- Az állítmány az a mondatrész, amelynek a személyét és a számát az alany határozza meg, olykor nemét is, ami csak egyes nyelvekre érvényes, és ezekben is csak az igei állítmány bizonyos alakjaiban, valamint a névszói állítmány bizonyos szófajú névszói részének esetében.
- Az állítmány általában ige, de lehet más szófajú szó is. Ugyanakkor létezik tagolatlan, állítmány nélküli mondat is.
- Az állítmány az a mondatrész, amely megállapít valamit az alanyról, de ugyanígy definiálják a predikátumot is, amikor az alany a topik, viszont a predikátum olykor különbözik az állítmánytól.

Ezek közül a jellegzetességek közül az utóbbit használja több nyelvész is az állítmány meghatározására. Az állítmány kifejezheti az alanyról:
1. cselekvését: (magyarul) „Elindultam szép hazámból”;[11]
2. az általa elszenvedett cselekvést: (angolul) The cat was chased by the dog ’A macskát a kutya kergette’ (szó szerint ’A macska a kutya által volt kergetve’);[12]
3. a vele való történést: (románul) Mă doare capul ’Fáj a fejem’;[13]
4. azt, hogy van valamije vagy valakije: (horvátul) Svi mi imamo posebne zadatke ’Mindegyikünknek megvan a saját feladata’;[14]
5. állapotának változását: (magyarul) A barátom reggel belázasodott;[15]
6. állapotát: (magyarul) A gyerek rosszul van;[11]
7. létét: (franciául) Il y a du bruit ’Zaj van’;[16]
8. azonosítását: (magyarul) Az a fiú a testvérem;[17]
9. kategóriába való sorolását: (szerbül) Moj brat je inženjer ’A fivérem mérnök’;[18]
10. milyenségét: (románul) Ei sunt veseli ’Ők vidámak’;[13]
11. mennyiségét: (magyarul) Az erdőben sok a gomba.[11]

Az állítmányt olyan szemantikai és nyelvtani tulajdonságú szó is adhatja, amely más mondatrészek részvétele nélkül képes tagolt mondatot alkotni. Például egyes természeti jelenségeket kifejező igék nélkülözhetik az alanyt is, lásd Pirkad. Másfajta igék egyedül is, a személyrag által kifejezett alannyal működhetnek teljes szerkezetű mondatként, pl. (horvátul) Već sam i kaput bio obukao ’Már a kabátomat is felvettem’. Egyéb szemantikai és grammatikai tulajdonságú állítmányok viszont nem működnek, ha nincs velük társítva külön szóval kifejezett más mondatrész, például:
- alany: (magyarul) Kék az ég;[17]
- tárgy: (románul) Atunci el spuse o prostie ’Akkor mondott egy butaságot’;[20]
- határozó: (franciául) Il habite à Paris ’Párizsban lakik’.[21]

## Állítmánytípusok
Az állítmány típusait az határozza meg, hogy miféle szófaj fejezi ki. Egyes grammatikák szerint csak kétféle állítmány van. Ezeket nem magyar grammatikákban igeinek, illetve névszóinak nevezik, Lengyel 2000 viszont az utóbbit névszói-igeinek nevezi. Egyéb magyar grammatikákban elkülönítik a névszói-igei állítmányt a névszóitól, ez utóbbi az lévén, amelyikben nem teszik ki a kopulát (lásd lentebb). Egyes román grammatikákban négyféle állítmányról van szó: igei, névszói, indulatszói, és határozószói. Van olyan román grammatika is, amely egy ötödik típust is elkülönít, az ún. igei-névszóit.

### Az igei állítmány
Az állítmány szófaja elsősorban az ige, és általában a magyar nyelv grammatikái szerint csak ez lehet igei állítmány. Igei állítmányok a fenti első öt példamondatban láthatók.
Egyes grammatikákban úgy tekintik, hogy ún. ige értékű szókapcsolat is kifejezhet igei állítmányt:
- (franciául) Ils ont pris la fuite ’Megfutamodtak’ (szó szerint ’Vették a futást’);[24]
- (angolul) John gave the roses a prune ’John megnyeste a rózsákat’ (szó szerint ’... egy nyesést adott a rózsáknak’);[25]
- (románul) „Căci singura mea rugă-i uitării să mă dai” (Mihai Eminescu) ’Mert egyetlen óhajom, hogy elfeledj’ (szó szerint ’… hogy a feledésnek adj’).[23]

Egyes nem magyar grammatikák szerint, melyekben az igeneveket „személytelen igemódoknak” tekintik, ezek is betölthetnek igei állítmányi funkciót, bár ritkábban, mint az igék.

#### Főnévi igenévvel kifejezett állítmány
Példák független mondatban az alábbiak:
- határozatlan alany kifejezésére:

(magyarul) Innen látni a város fényeit;
(franciául) Pourquoi ne pas y aller? ’Miért ne mennék/-él/-énk/-étek oda?’;
- felszólító módú ige helyett:

- figyelmeztető vagy tiltó mondatban:

(franciául) Ne pas se pencher dehors ’Kihajolni tilos’ (szó szerint ’Nem kihajolni’);
(románul) A nu se fuma! ’Dohányozni tilos!’ (szó szerint ’Nem dohányozni!’);
- használati utasításban:

(franciául) Bien agiter avant usage ’Használat előtt jól felrázandó’ (szó szerint ’Jól felrázni használat előtt’);
(románul) A se păstra la rece! ’Hidegen tartandó!’
- ételreceptben: (franciául) Ajouter le jaune d’œuf,… ’Adjuk hozzá a tojássárgáját,…’ (szó szerint ’Hozzáadni a tojássárgáját,…’).

Mellékmondatban francia grammatikákban akkor tekintik az igenevet állítmánynak, amikor a főmondatétól különböző alanya van, és az ilyen mellékmondatot főnévi igenévi mondatnak nevezik. Alaptagja lehet:
- ajánlást, tanácsot, utásítást, parancsot kifejező ige: Je dis à Pierre de sortir ’Megmondom Pierre-nek, hogy menjen ki’;[29]
- érzékelést kifejező ige: Je vois Paul partir ’Látom Pierre-t, amint elmegy’;[30]
- a faire ige: J’ai fait entrer les étudiants ’Betessékeltem a diákokat’ (szó szerint ’Tettem bemenni a diákokat’);[31]
- a laisser ige: Laissez passer la voiture ’Engedjék átmenni a kocsit!’[31]

Román grammatikákban is van szó főnévi igenévi állítmányról a fenti feltétellel, de ebben a nyelvben bizonyos elöljárószók teszik lehetővé: Până a nu se aduna toți, ședința nu putea fi începută ’Amíg nem gyűltek össze mind, nem kezdhették el az értekezletet’.

#### Egyéb igenevekkel kifejezett állítmány
Ugyanazok a grammatikák szerint, és ugyanazzal a feltétellel, mint fentebb, más igenév is lehet igei állítmány:
- (franciául):

- jelen idejű melléknévi igenév: La patience aidant, vous réussirez ’Türelemmel sikerülni fog nektek’ (szó szerint ’A türelem segítő, …’);
- múlt idejű melléknévi igenév: Le chat parti, les souris dansent ’Amikor a macska nincs otthon, táncolnak az egerek’ (szó szerint ’A macska elment,…);

- (románul):

- melléknévi igenév: Părăsit de toți, copilul a început să plângă ’Mivel mindenki otthagyta, a gyerek elkezdett sírni’ (szó szerint ’Mindenki által otthagyott,…’);
- határozói igenév: „Căci voi murind în sânge, ei pot să fie mari” ’Mert ha ti vérbe fagyva haltok meg, ők nagyok lehetnek’ (Mihai Eminescu);
- supin nevű igenév: De reținut acest lucru ’Megjegyzendő ez a dolog’.

Az igei állítmány kivételesen elhagyható, stiláris indokkal, olykor megismétlése elkerülésének céljából szomszédos mondatokban, de mindig bele van értve a mondatba. Példák:
- (magyarul) „Háta mögött farkas, feje fölött holló” (Petőfi Sándor);[33]
- (franciául) – Iras-tu à la réunion ? – Avec plaisir ’– Elmész az értekezletre? – Szívesen’;[27]
- (románul) Să aducă volumele? – Cine? ’– Hozza el a köteteket? – Kicsoda?’, Și iepurele alerga nebunește la vale. Mingea – după el! ’A nyúl pedig eszeveszetten futott hegynek le. A labda – utána!’[9]

### Az indulatszói és a határozószói állítmány
Egyes grammatikákban, mint például románokban, még két állítmánytípust különítenek el, melyeket Avram 1997 az igei állítmánnyal együtt vesz számba.
Az indulatszói állítmány mondatszó is lehet: Na! ’Nesze!’; Poftim! ’Tessék!’ (valami átadásával társított); Hai! ’Gyere!’ Az utóbbi két személyragot is kaphat: Haidem! ’Gyerünk!’, Haideți! ’Gyertek!’ Idesorolják az állatokhoz intézett hívó, kergető vagy irányító szavakat is (Marș! ’Mars!’, Ho! ’Hó!’), valamint hangutánzó szókat is. Ilyen indulatszónak igei állítmányra jellemző bővítménye is lehet:
- tárgy és részeshatározó: (románul) Na-ți cartea! ’Nesze (neked) a könyv!’;[35]
- másféle határozó:

- (románul) „Pupăza zbârr! pe-o dugheană” ’A búbos banka [szapora és hangos szárnycsapások utánzása] egy bódéra’ (Ion Creangă);
- (horvátul) Zatrčao se i hop preko plota ’Nekifutott, és hopp a kerítésen át’.

A határozószói állítmányt egyes olyan szavak adják, melyeket a magyar grammatikák módosítószóknak tekintenek. Ezek mondatszókként egyedül képeznek főmondatot: Desigur că nu pot lipsi de la ședință ’Persze, hogy nem hiányozhatok az értekezletről’, Bineînțeles că va veni ’Természetes, hogy el fog jönni’.

### A névszói(-igei) állítmány
Az állítmány lexikai-fogalmi jelentését nemcsak ige, hanem valamely névszó is hordozhatja. Egyes magyar grammatikákban ekkor mindig névszói-igei állítmányról van szó. A névszót egy kopulatív ige (kopula) köti az alanyhoz. Ez többnyire a létige (pl. Író vagyok), mely kijelentő mód jelen idő harmadik személyben nulla fokú. Kálmánné Bors – A. Jászó 2007 szerint a nulla fokú kopulás egyszerűen névszói állítmány, a névszói-igei állítmány sajátos típusa. Ezek szerint a tulajdonképpeni névszói-igei állítmány az lenne, amelyben a kopula mindig jelen van, tehát a létige esetében akkor, amikor nem kijelentő mód jelen idő harmadik személyű. Más nyelvekben a kopula csaknem mindig jelen van.
Az itt megemlített nyelvek mindegyikében a létige a legfőbb kopula, de grammatikától függően egyéb több-kevesebb igét is kopulának tekintenek. Magyar grammatikákban csak kettőt: Tiszta maradtál, Húszéves múltál.
Francia grammatikákra vonatkozóan Dubois 2002 kopulákként említi meg a rester ’maradni’, devenir ’(vmivé) válni’, sembler ’(vminek) tűnni’ és paraître ’tűnni’ igéket.
Angol grammatikákat illetően Bussmann 1998 a become ’(vmivé) válni’, get ’(vmivé) válni’, seem ’tűnni’ igéket adja meg kopulákként, megjegyezve, hogy egyéb igéket is tekintenek kopulának. Crystal 2008, ugyancsak angol grammatikákra vonatkozóan ezekhez hozzáad egyéb igéket is (példamondatokban): She feels angry ’Dühösnek érzi magát’, That looks nice ’Ez jól néz ki’, He fell ill ’Megbetegedett’ (szó szerint ’Ő esett beteg’).
Avram 1997 két igét tekint vitathatatlanul kopulának a létigén kívül: (románul) El devine palid ’Elsápad’ (szó szerint ’Sápadtá válik’), Învățătura înseamnă muncă ’A tanulás munka’ (szó szerint ’… munkát jelent’). Bărbuță 2000 ezekhez hozzáadja az a ajunge ’(valamilyen állapotba) jutni’, a se face ’(vmivé) lenni/válni’, a rămâne ’maradni’, a părea ’tűnni’.
A névszói állítmány vagy a névszói-igei állítmány névszói része lehet:
- melléknév: (magyarul) Még zöld a cseresznye;[17]
- melléknév értékű szókapcsolat: (franciául) Il est à couteaux tirés avec elle ’Ellenséges viszonyban van vele’ (szó szerint ’Kihúzott késekkel…’);[44]
- melléknévként használt határozószó:

- (franciául) C’est bien ’Ez jó’;
- (románul) Ea nu e așa ’Ő nem ilyen’;

- főnév: (románul) Tatăl lui a fost țăran ’Az apja paraszt volt’;[43]
- akármilyen névmás: (franciául) Il deviendra quelqu’un ’Lesz belőle valaki’;[46]
- számnév: (szerbül) Četiri i tri su sedam ’Négy meg három az hét’;[47]
- melléknévi igenév:

- (magyarul) Ez a hely kitűnő (folyamatos), A második feladat lemásolandó (beálló);
- (franciául) Je suis hésitant (jelen idejű, a folyamatosnak megfelelő) ’Ingadozó vagyok’, Le marché paraissait conclu (múlt idejű, a befejezettnek megfelelő) ’Az üzlet megkötöttnek tűnt’;

- főnévi igenév:

- (franciául) Lutter c’est vivre ’Harcolni annyi, mint élni’;
- (románul) Datoria noastră este a munci ’Kötelességünk dolgozni’;

- supin: (románul) El era de invidiat ’Ő irigylésre méltó volt’.[45]

Összetett mondatban a névszói állítmánynak állítmányi mellékmondat felel meg; (magyarul) Ő az, akiről beszéltem neked, (franciául) Le malheur, c’est qu’il est tombé à dix mètres de l’arrivée ’A baj az, hogy elesett tíz méterrel a céltól’.

## Az állítmány szerkezete
Egyes grammatikák az állítmány egyszerűségét vagy összetettségét is tárgyalják típusával egybekötve.
Lengyel 2000 szerint szerkezetileg az igei állítmány elsősorban lehet egyszerű, akár egy szóból áll, akár többől: Ég a tűz, Csöngetni fogunk, Össze fogom szedni a szemetet. Másodsorban lehet kettős, mégpedig az, amely egyik része a kell ige: El kellett olvassunk néhány könyvet.
A névszói(-igei) állítmány is lehet egyrészt kettős, ugyancsak ha része a kell: Most aztán gyors kell legyél.
Másrészt a névszói(-igei) állítmány lehet összetett, úgy kitett kopulával (Én szőke vagyok, Tiszta maradtál, Húszéves múltál), mint nulla fokú kopulával: Ő szőke.
Kálmánné Bors – A. Jászó 2007 csak azt az állítmányt tekinti összetettnek, amelyben főnévi igenévhez az alábbi három ige egyike társul:
- talál mint modális segédige: De ha farkas talál jönni?;
- szokott mint aspektuális segédige: Kati gyakran szokott uszodába járni;
- tetszik mint pragmatikai segédige: Holnap tetszik feleltetni?

Lengyel 2000 nézetében a fenti segédigékkel összetett állítmányt alkot a létige főnévi igenevével alkotott névszói-igei állítmány is: Márton szokott leggyorsabb lenni a terítésnél, Csak nem tetszik álmos lenni?, Ha a fiam beteg talál lenni, bizony, gondban leszek.
Bărbuță 2000 is számba vesz hasonló szerkezetű állítmányt, melyet külön típusnak tekint, igei-névszói elnevezéssel. Példák:
- modális segédigével: El poate să fie calm ’Ő tud nyugodt lenni’;
- aspektuális segédigével: El începe să fie încăpățânat ’Ő csökönyös kezd lenni’.

Avram 1997 az ilyet nem tartja állítmánynak, mivel úgy véli, hogy a modális és az akpektuális ige is lehet állítmány, akkor is, ha lexikailag elégtelen.
Lengyel 2000 halmozott állítmányt is megemlít, amely két vagy több egymásnak mellérendelt állítmány lenne, bár megjegyzi, hogy sokszor nehéz eldönteni, nem több mondatról van-e szó esetében:
- igei állítmány: Judit olvas és eszik egyszerre;
- névszói-igei állítmány, melyben az esetleges ismétlődő tagot általában elhagyják: Ő szép és okos is, A gyerekek aranyosak, kedvesek voltak.

Más grammatikák nem vesznek számításba halmozott állítmányt.

## Az állítmány egyeztetése
Az a tény, hogy az alany az, amelyik grammatikai kategóriákat ad át az állítmánynak, azt jelenti, hogy általában az utóbbi egyezik az előbbivel. Erre vannak általános szabályok, és speciálisak is.

### Általános szabályok
Az itt említett nyelvekben általános szabály az, hogy az igei állítmány és a névszói-igei állítmány kopulája grammatikailag egyezik személyben és számban az alannyal, általában akkor, amikor ez egyszerű, és névszó fejezi ki. Egyes nyelvekben, mint a francia, a román vagy a közép-délszláv diarendszer nyelvei, bizonyos esetekben nembeli egyezés is van. A névszói-igei állítmány névszói része általában akkor egyezik az alannyal, amikor melléknév fejezi ki, ha az alany névszó. Ez számban és, nyelvtől függően, nemben történik. Az egyezés olyan mértékben nyilvánul meg alaktanilag, amilyen mértékben az adott nyelv rendelkezik erre való morfémákkal. Példák:
- (magyarul) Ki kopog?;[54]
- (franciául) Nous dormons ’(Mi) alszunk’;[55]
- (angolul) The cat bit the dog ’A macska megharapta a kutyát’;[56]
- (horvátul) Autobus će stići za pola sata ’Az autóbusz fél óra múlva érkezik’;[19]
- (románul) El s-a ascuns în casă ’Ő elbújt a házban’.[57]

Az igei állítmány nemben is egyezik az alannyal, ha megvan a nem kategóriája az adott nyelvben, és amilyen mértékben képviselve van ez a kategória. Ez az egyezés akkor van meg, amikor a létige a segédige, és a lexikai jelentésű melléknévi igenév alakjában nyilvánul meg, elsősorban akkor, amikor az állítmány szenvedő igenemű:
- (franciául) Le voleur a été arrêté par le policier (hímnem) ’A tolvajt letartóztatta a rendőr’ (szó szerint ’A tolvaj le lett tartóztatva a rendőr által’);[55]
- (románul) Ei sunt lăudați de profesori (hímnem) ’Dicsérik őket a tanárok’ (szó szerint ’Ők dicsérve vannak a tanárok által’);[8]
- (szerbül) Škola je otvorena 1932. godine (nőnem) ’Az iskolát 1932-ben nyitották meg’ (szó szerint ’Az iskola az 1932-es évben lett megnyitva’).[58]

A közép-délszláv diarendszer nyelveiben és a franciában a nembeli egyezés megvan a visszaható alakú állítmány esetében is, ha ez tárgyas, és a melléknévi igenévvel összetett. Ezekben a nyelvekben ekkor is a létige a segédige. Igaz, hogy a franciában az egyezés többnyire csak írásban látszik. Példák:
- (horvátul) Upravo sam se počešljala ’Az előbb fésülködtem meg’ (az alany nőneme az igenév alakjából derül ki);[59]
- (franciául) Ils se sont affirmés plus travailleurs qu’intelligents ’Inkább szorgalmasokként, mint okosokként mutatkoztak meg’.[60]

A közép-délszláv diarendszerben, amelyben cselekvő igenemben is a létige a melléknévi igenévvel összetett alakok segédigéje, ugyancsak egyezik nemben az állítmány az alannyal: (szerbül) Da li ste videle ovo? (nőnem) ’Láttátok ezt?’
A franciában a létige segédigeként csak néhány tárgyatlan cselekvő igére korlátozódik, tehát csak ezek melléknévi igeneve egyezik nemben az alannyal: Les marchandises sont arrivées (nőnem) ’Az áruk megérkeztek’. Azonban ugyancsak cselekvő igenemben ebben a nyelvben az avoir ’birtokolni’ segédigés állítmány számban és nemben nem az alannyal, hanem a tárggyal egyezik, de csak akkor, amikor ez az állítmány előtt van. Quels efforts avez-vous faits ? (hímnem) ’Milyen erőfeszítéseket tettetek?’

### Speciális szabályok
Ha az alany egyszerű, de egyes számú gyűjtőnév fejezi ki, az egyezés lehet grammatikai (alaki), azaz az állítmány is egyes számú, de lehet szemantikai (értelmi), vagyis az állítmány többes számú. A magyarban ez esetben a grammatikai egyeztetés a szabályszerű, de például a franciában vagy a románban mindkétféle is lehet egyes főnevekkel:
- (románul) Majoritatea a (egyes szám) venit vagy Majoritatea au (többes) venit ’Többségük eljött’;[63]
- (franciául) Parmi les personnes infectées, un tiers a (egyes) entre 15 et 24 ans ’A megfertőzött személyek egy harmadának életkora 15 és 24 év közötti’,[64] de La plupart sont (többes) venus ’Többségük eljött’.[65]

A magyarban, harmadik személyű szavakból álló halmozott alany esetében, ha egyes számúak, az állítmány általában egyes számú, de néha lehet többes számú is: Mátyás és József is ott volt/voltak, Tanár és diák együtt pakol/pakolnak a szertárban.
A franciában, a románban és a közép-délszláv diarendszerben az állítmány általában többes számú, de egyes esetekben lehet egyes számú is:
- (franciául) Jeanne et Marianne se sont tues (többes) ’Jeanne és Marianne elhallgattak’,[66] de „Leur condition et l’état du monde les força (egyes) d’être toujours en armes” ’Rangjuk és a világ állapota arra kényszerítette őket, hogy mindig fel legyenek fegyverkezve’ (Anatole France)[67]
- (románul) Premierul și ministrul de externe vor sosi […] ’A miniszterelnök és a külügyminiszter el fognak jönni’,[68] de Le iese înainte împăratul Verde, fetele sale, spânul și toată curtea împărătească ’Eléjük jön a Zöld császár, a lányai, a szakálltalan és az egész császári udvar’ (Ion Creangă);[69]
- (horvátul) Sad su ga oblačile Draga i Vojvotkinja ’Most Draga és Vojvotkinja öltöztették’, de Ove godine poharala je tuča i suša silno vinograde ’Ebben az évben a jégverés és az aszály nagyon tönkretette a szőlőket’.[70]

Különböző személyű halmozott alanyok esetén az alany többes számú, és a személybeli egyeztetés a következőképpen történik:
- 1. és 2., 1. és 3. vagy 1., 2. és 3. személy → 1. személy:

- (magyarul) Én és te szeretjük egymást;
- (franciául) Ni moi, ni lui, ni ses amis, ni ses ennemis ne l’oublierons „Én se, ő se, barátai se, ellenségei se fogjuk elfelejteni (Honoré de Balzac)
- (románul) Eu și tu / Eu și el / Eu, tu și el plecăm la teatru ’Én és te / Én és ő / Én, te és ő színházba megyünk’;
- (horvátul) Pogledali smo se Draga i ja „Draga és én egymásra néztünk”.

- 2. és 3. személy:

- egyes nyelvekben, mint a magyar:

- tegező viszonyban mindegyik megszólítottal → 2. személy: Ti és ők mikor ismerkedtetek meg?;
- magázó/önöző viszonyban legalább az egyik megszólítottal → 3. személy: Ön, Pista bácsi és te, Jóska, üljenek ide!

- más nyelvekben → 2. személy, beleértve az udvarias megszólítást is:

- (franciául) Je serais désolé que vous ou Souza ne fussiez pas des nôtres ’Sajnálnám, ha maga/ön és Souza nem csatlakoznának hozzánk (André Gide);
- (románul) Tu / Dumneata / Dumneavoastră și ei veți veni mâine dimineață ’Te / Maga / Ön és ők holnap reggel fognak jönni’.

Különböző nemű alanyokkal az állítmány általában többes szám hímnemű:
- (franciául) Lucien et Françoise se sont aperçus en même temps de leur erreur ’Lucien és Françoise egyidőben jöttek rá a tévedésükre’;[73]
- (románul) Atunci împăratul Verde și fetele sale au rămas încremeniți […] ’Akkor a Zöld császár és lányai kővé meredtek’ (szó szerint ’… kővé meredve maradtak’) (Ion Creangă);[74]
- (horvátul) Ona i muž nisu ni pomišljali da legnu ’Ő (nőnem) és a férje nem is gondoltak lefekvésre’.[70]